# YOTSUYA CLOVERS
YOTSUYA CLOVERS（ヨツヤクローバーズ）は、太田プロダクション所属の芸人やタレントにより構成された芸能人女子フットサルチームである。チームユニフォームは1st.緑/2nd.赤。太田プロダクションの所在地（四谷三丁目）と“四葉のクローバー”をかけてチーム名にした。

## 概要・経歴
- 太田プロダクションの新人女性タレント、若手女性芸人、新人女優、新人アイドルなどを集めて社内の新人タレント養成機関の一部として2005年7月に結成。人気のあるタレントをメンバーに起用するのではなく、無名タレントを起用し、他チームの人気タレントメンバーをお手本に芸能界で成功するための経験を積ませることに重点を置いている。スフィアリーグ発足当時は無名のメンバーばかりだったが、その後卒業メンバーから、柳原可奈子・麦芽（小出真保・鈴木奈都）、現役メンバーからは、おかもとまりなどチームからテレビ界で活躍の場を広げたメンバーが他チームよりも続出している。
- スフィアリーグでは2006年の5thステージで準優勝を果たす。チームの合言葉は四葉クローバーの花言葉である“good fortune”（幸運）で、ユニフォームの背中下に書かれていたが、現在使用するユニフォームには書かれていない。
- 2007年7月のスフィアリーグ冒険王大会では、日本フットサルリーグ（Fリーグ）元年のプロモーションキャンペーンとして、名古屋オーシャンズと同モデルのユニフォーム（オーシャンズレッド）で登場した。
- 会社方針（フットサル活動は3年間のみ）の影響で、2008年12月をもって任期満了の卒業メンバーが6名もチームから去った。現在、第3期メンバー中心のメンバー構成で、ゼロからのスタートを2009年1月からスタートさせた。20歳前後のメンバーが中心で一気に若返った。
- 2018年9月、『魔法のダイエットpresents芸能人女子フットサルリーグ2018-19』として芸能人女子フットサルリーグが再開。リーグ参加する[1]。

## メンバー
2010年7月現在
- チームアドバイザー兼終身名誉監督　眞境名オスカー（前・名古屋オーシャンズ監督）
- ヘッドディレクター　鈴木俊之介（JFA公認C級コーチ・障害者スポーツ指導員 他）

背番号3　種村恵美　
背番号4　おかもとまり
背番号5　橋爪ヨウコ（carezzaから移籍）
背番号6　菅原雪
背番号8　増水亜由未　※3代目キャプテン
背番号9　小林まり枝
背番号10　信江勇
背番号12　高松知美（GK）

### 卒業メンバー
- 柳原可奈子（ - 2006年2月22日）
- 川口典子（ - 2006年12月29日）
- 関谷友美（ - 2006年12月29日）
- 梅澤理恵（ - 2006年12月29日）
- 小松世奈（現・桜井せな、- 2006年12月29日、その後2008年1月にchakuchaku J.bに移籍）
- 小出真保（ - 2006年12月29日）
- 鈴木奈都（ - 2006年12月29日）
- 斉藤リコ（ - 2007年6月3日）
1980年8月11日、埼玉県出身。埼玉県内などで路上ライブを行っていた、インディーズのロックバンド『baby-star』のボーカル。身長150cm。血液型はAB型。2006年途中からに加入、ポジションはフィクソ、アラ、背番号は「3」。フットサル選手時代はゴーグルをしていた時が多かった。守備力の高さを評価されたこともあった（TV LIFE Web 2006年11月26日（36行～37行目）より）。2006年のすかいらーくグループシリーズでは「ニューヒロイン賞」を受賞。2009年10月末に、亡くなったことが明らかになる（、）。
- みらい（ - 2007年8月3日）
1990年5月15日生まれ、岡山県出身。身長150cm、血液型はA型。2007年に入団したが短期間で退団。
- 幸坂ゆか（ - 2007年9月9日）
1986年2月19日生まれ、神奈川県出身。身長164cm、血液型はA型。2007年に入団したが短期間で退団。
- 伊藤雅子（ - 2008年1月11日）
- 清水香苗（ - 2008年3月30日）
- 高坂友衣（ - 2008年12月21日）
- 栗田育美（ - 2008年12月21日）
- 八尾南（ - 2008年12月21日）
- 高田千尋（ - 2008年12月21日）
- 朝倉みず希（ - 2008年12月21日、その後2009年7月にchakuchaku J.bに移籍）
- おぎたともこ（ - 2008年12月21日）
- 村田千鶴（ - 2008年12月21日）
- 小田原彩（ - 2008年12月21日）
1986年3月23日生まれ、東京都出身。身長158cm、スリーサイズはB82・W58・H83。血液型はA型。愛称は「アチャ」。2007年入団、背番号は「6」。2008年11月28日更新の『アチャブログ』にて「違う形で頑張っていく」ことになったことを報告し、退団。『宇宙一せまい授業!』（あっ!とおどろく放送局）、『シバトラ』（フジテレビ）第1話（2008年7月8日放送）に出演。
- アフロ奈美恵（ - 2009年1月15日）
- 奈良鹿子（ - 2009年1月15日）
- 枚田菜々子

## 戦績
- 2005年8月  「すかいらーくグループ冒険王リーグ」：グループA　5位
- 2005年10月 「第2回すかいらーくグループCUP」：リザーブグループ　2位
- 2005年12月 「SPHERE LEAGUE すかいらーくグループシリーズ1stステージ」：7位
- 2006年5月　「SPHERE LEAGUE すかいらーくグループシリーズ4thステージ」：3位
- 2006年10月 「SPHERE LEAGUE すかいらーくグループシリーズ5thステージ」：準優勝
- 2006年11月 「SPHERE LEAGUE すかいらーくグループシリーズFINAL」：ベスト6